# Copa espanyola d'hoquei sobre patins femenina 2010
La Copa de la Reina 2010 fou la cinquena edició de la Copa espanyola d'hoquei sobre patins. Se celebrà el cap de setmana del 20 i 21 de febrer de 2010 al Pavelló de les Casernes de Vilanova i la Geltrú i fou organitzada per la Federació Espanyola de Patinatge. Hi participaren els tres primers equips classificats de la primera volta de l'OK Lliga, el Cerdanyola Club Hoquei, el Biesca Gijón Hockey Club i el Club Patí Voltregà, i l'equip amfitrió i vigent campió, el Club Patí Vilanova. El torneig fou retransmès en diferit per la Xarxa de Televisions Locals i el Canal 33.
Es proclamà campió el Cerdanyola CH, que aconseguí el seu primer títol de copa. La jugadora catalana, Mònica Piosa, fou escollida MVP del torneig, mentre que la jugadora argentina, Daniela Guerrero, fou la màxima golejadora de la competició.

## Competició
El sorteig de les eliminatòries tingué lloc a la sala de plens de l'Ajuntament de Vilanova i la Geltrú i comptà amb la presència del president de la RFEP, Carmelo Paniagua, el president del CP Vilanova, i l'alcalde de Vilanova i la Geltrú, Joan Ignasi Elena.

### Quadre de competició
|  | Semifinals             | Semifinals    |                        |   | Final | Final |
|  |                        |               |                        |   |       |       |
|  | 20 de febrer 11:00 CET |               |                        |   |       |       |
|  |                        |               |                        |   |       |       |
|  | CP Voltregà            | 4             |                        |   |       |       |
|  | CP Voltregà            | 4             | 21 de febrer 12:30 CET |   |       |       |
|  | Biesca Gijón HC        | 2             |                        |   |       |       |
|  | Biesca Gijón HC        | 2             | CP Voltregà            | 4 |       |       |
|  | 20 de febrer 13:00 CET |               | CP Voltregà            | 4 |       |       |
|  |                        | Cerdanyola CH | 5                      |   |       |       |
|  | Cerdanyola CH          | Cerdanyola CH | 5                      | 5 |       |       |
|  | Cerdanyola CH          |               |                        | 5 |       |       |
|  | CP Vilanova            | 4             |                        |   |       |       |
|  | CP Vilanova            | 4             |                        |   |       |       |

### Semifinals
A la primera semifinal, el CP Voltregà guanyà per 4 a 2 al Biesca Gijón HC. El partit es decidí a la segona part, amb tres gols de Carla Giudicci i Cristina Barceló, per part osonenca, i dos gols de Maria Agudo, per part asturiana. El club osonenc es classificà per a la seva quarta final.
| CP Voltregà                         | 4‐2     | Biesca Gijón HC |
| ----------------------------------- | ------- | --------------- |
| Giudicci 7', 36', 39' · Barceló 40' | Informe | Agudo 34', 37'  |

A la segona semifinal, el Cerdanyola CH derrotà al vigent campió, CP Vilanova, per 5 a 4 en un partit molt igualat. Destacà l'actuació de la jugadora argentina Daniela Guerrero, amb tres gols, l'últim de falta directa al minut 38, que classificà el club vallesà per la seva primera final.
| CP Vilanova                                            | 4‐5     | Cerdanyola CH                                            |
| ------------------------------------------------------ | ------- | -------------------------------------------------------- |
| Miret 3' · Nadal 4' · Tarrida 12' (p.) · Sarmiento 30' | Informe | Font 8' · Piosa 20' · Guerrero 20' (p.), 31', 38' (f.d.) |

### Final
El CP Voltregà i el Cerdanyola CH disputaren la final de la Copa de la Reina 2010, que se celebrà al Pavelló de les Casernes de Vilanova i la Geltrú el 21 de febrer de 2010. El matx es caracteritzà per la igualat entre els dos equips, amb gols d'Anna Casarramona, Motxa Barceló i Carla Giudicci, per part osonenca, i Mònica Piosa i Daniela Guerrero, per part vallesana. El partit es decidí a 15 segons per al final, quan Piosa va aprofitar un rebuig de l'equip osonenc i marcà el gol del triomf. El Cerdanyola CH es proclamà campió de la Copa de la reina per primera vegada a la seva història.

Individualment, Mònica Piosa va rebre el trofeu de millor jugadora i Daniela Guerrero va rebre el de màxima golejadora del torneig, amb cinc gols.
| CP Voltregà                                       | 4‐5     | Cerdanyola CH                                  |
| ------------------------------------------------- | ------- | ---------------------------------------------- |
| Casarramona 12' · Barceló 23' · Giudicci 29', 34' | Informe | Piosa 10', 21' (f.d.), 40' · Guerrero 18', 27' |

| CP Voltregà | Cerdanyola CH |

| #          | Pos. | Nom              |           |
| ---------- | ---- | ---------------- | --------- |
|            | POR  | Laia Vives       |           |
|            |      | Natasha Lee      | Amonestat |
|            |      | Carla Giudicci   |           |
|            |      | Anna Romero      |           |
|            |      | Marta Mompart    |           |
|            |      | Cristina Barceló |           |
|            |      | Anna Casarramona |           |
|            |      | Carla Dorca      | Amonestat |
| Entrenador |      |                  |           |

| Campió de la Copa de la Reina 2010 |
| ---------------------------------- |
| Cerdanyola CH Primer títol         |
| MVP                                |
| Mònica Piosa                       |

| #          | Pos. | Nom               |  |
| ---------- | ---- | ----------------- |  |
|            | POR  | Laia Salicrú      |  |
|            |      | Adriana Gutiérrez |  |
|            |      | Iolanda Font      |  |
|            |      | Daniela Guerrero  |  |
|            |      | Mònica Piosa      |  |
|            |      | Vanessa Daribo    |  |
| Entrenador |      |                   |  |
|            |      |                   |  |

## Estadístiques
| Classificació final | Classificació final | Classificació final | Classificació final | Classificació final | Classificació final | Classificació final | Classificació final |
| Pos.                | Club                | PJ                  | PG                  | PP                  | GF                  | GC                  | Gav                 |
| ------------------- | ------------------- | ------------------- | ------------------- | ------------------- | ------------------- | ------------------- | ------------------- |
| 1                   | Cerdanyola CH       | 2                   | 2                   | 0                   | 10                  | 8                   | +2                  |
| 2                   | CP Voltregà         | 2                   | 1                   | 1                   | 8                   | 7                   | +1                  |
| 3                   | CP Vilanova         | 1                   | 0                   | 1                   | 4                   | 5                   | -1                  |
| 4                   | Biesca Gijón HC     | 1                   | 0                   | 1                   | 2                   | 4                   | -2                  |

| Màxima golejadora | Màxima golejadora | Màxima golejadora | Màxima golejadora | Màxima golejadora | Màxima golejadora |
| #                 | Nom               | Club              | G                 | PJ                | GPP               |
| ----------------- | ----------------- | ----------------- | ----------------- | ----------------- | ----------------- |
| 1                 | Daniela Guerrero  | Cerdanyola CH     | 5                 | 2                 | 2,50              |
| 1                 | Carla Giudici     | CP Voltregà       | 5                 | 2                 | 2,50              |
| 3                 | Mònica Piosa      | Cerdanyola CH     | 4                 | 2                 | 2,00              |
| 4                 | Cristina Barceló  | CP Voltregà       | 2                 | 2                 | 1,00              |
| 4                 | Luciana Agudo     | Biesca Gijón HC   | 2                 | 1                 | 2,00              |
| 6                 | Anna Casarramona  | CP Voltregà       | 1                 | 2                 | 0,50              |
| 6                 | Iolanda Font      | Cerdanyola CH     | 1                 | 2                 | 0,50              |
| 6                 | Berta Tarrida     | CP Vilanova       | 1                 | 1                 | 1,00              |
| 6                 | Clàudia Miret     | CP Vilanova       | 1                 | 1                 | 1,00              |
| 6                 | Ester Nadal       | CP Vilanova       | 1                 | 1                 | 1,00              |
| 6                 | Pía Sarmiento     | CP Vilanova       | 1                 | 1                 | 1,00              |